# Anas al-Liby
Nazih Abdul Hamed Nabih al-Ruqai'i, conegut amb l'àlies Abu Anas al-Liby (àrab: أبو أنس الليبي, Abū Anas al-Lībī) (Trípoli, 30 de març de 1964 o 14 de maig de 1964 − Nova York, 2 de gener de 2015), va ser un libi acusat als Estats Units per la seva participació en els atemptats contra les ambaixades dels Estats Units del 1998. Va treballar com a especialista en informàtica per a al-Qaeda.
Els seus àlies en l'acusació són Nazih al Raghie i Anas al Sebai. En els cartells de més buscat de l'FBI i el Departament d'Estat dels Estats Units, constava una altra variant del seu nom que es transcriu Nazih Abdul Hamed Al-Raghie.
La condemna formal acusava al-Liby de vigilància en els possibles objectius britànics, francesos, israelians i a Nairobi, a més de l'ambaixada dels Estats Units en aquesta ciutat, com a part d'una conspiració d'al-Qaeda i la Jihad Islàmica Egípcia.
Va ser capturat per un grup de forces especials Delta estatunidenques a Trípoli (Líbia) el 6 d'octubre de 2013, quan tornava a la seva casa després de les pregàries del matí.
Va morir de complicacions d'una hepatitis C adquirida en captivitat, en un hospital de Nova York el 2 de gener de 2015.